# Darwin Shaw
Darwin Shaw (* in Brampton, Cumbria als Daud Shaw) ist ein britischer Schauspieler arabischer Abstammung.

## Leben und Karriere
Darwin Shaw wurde als ältester von zwei Söhnen in der britischen Stadt Brampton geboren. Die Familie zog später nach Leeds und Shaw studierte nach dem Schulabschluss Medizin am Londoner King’s College.
Später widwete sich Shaw allerdings dem Schauspiel zu und besuchte die London Academy of Music and Dramatic Art. Nach dem Abschluss erhielt Shaw seine erste Rolle in einer Bühneninszenierung von Julius Caesar am Barbican Theatre von Deborah Warner. Neben ihm standen Schauspielgrößen wie Ralph Fiennes, Fiona Shaw und Simon Russell Beale auf der Bühne. In der Folge ergatterte Shaw 2006 eine Rolle in James Bond 007: Casino Royale, dem ersten Film mit Daniel Craig als Titelheld. Es folgten weitere Filmrollen in Messias – Die sieben Zeichen, I Can't Think Straight, Prince of Persia: Der Sand der Zeit und John Carter – Zwischen zwei Welten.
2013 spielte Shaw die Rolle des Petrus in der Miniserie Die Bibel und trat in zwei Theaterstücken von Naomi Wallace auf. In der jüngeren Vergangenheit war Shaw vor allem als Gastdarsteller in Fernsehserien zu sehen, darunter Atlantis, Marco Polo, Homeland, Marvel’s Agents of S.H.I.E.L.D. oder House of Cards. 
Shaw stand auch schon dem britischen Fotograf David Bailey Modell.
2024 wurde der von Shaw produzierte Kurzfilm The Last Ranger veröffentlicht, für den er zudem als Drehbuchautor tätig war. Der Film brachte ihm mehrere Nominierungen für wichtige Filmpreise, darunter auch für den Oscar, ein.

## Filmografie (Auswahl)
- 2002: London's Burning (Fernsehserie, 2 Episoden)
- 2005: Mummy Autopsy (Fernsehserie, Episode 1x02)
- 2006: Hautnah – Die Methode Hill (Wire in the Blood)
- 2006: James Bond 007: Casino Royale (Casino Royale)
- 2007: Saddam's Tribe (Fernsehfilm)
- 2008: Messias – Die sieben Zeichen (Messiah: The Rapture)
- 2008: I Can't Think Straight
- 2010: Prince of Persia: Der Sand der Zeit (Prince of Persia: The Sands of Time)
- 2012: Call the Midwife – Ruf des Lebens (Call the Midwife, Fernsehserie, Episode 1x02)
- 2012: John Carter – Zwischen zwei Welten (John Carter)
- 2012: Die Borgias (Fernsehserie, Episode 2x05)
- 2012: Vamperifica: The King is Coming Out
- 2013: Die Bibel (The Bible, Miniserie, 5 Episoden)
- 2013: Atlantis (Fernsehserie, Episode 1x05)
- 2014: Son of God
- 2014–2017: The Red Tent (Miniserie, 3 Episoden)
- 2014: Marco Polo (Fernsehserie, Episode 1x05)
- 2015: Pleasure Island
- 2015: Dry
- 2015: Homeland (Fernsehserie, 2 Episoden)
- 2017: Our Little Secret
- 2018: Marvel’s Agents of S.H.I.E.L.D. (Fernsehserie, Episode 5x20)
- 2018: House of Cards (Fernsehserie, 2 Episoden)
- 2019: Solum
- 2022: Moon Knight (Fernsehserie, Episode 1x02)
- 2024: John Sugar (Fernsehserie, 2 Episoden)

als Drehbuchautor und Produzent
- 2024: The Last Ranger (Kurzfilm)